# Curralinhos
Curralinhos là một đô thị thuộc bang Piauí, Brasil. Đô thị này có diện tích 362,793 km², dân số năm 2007 là 4114 người, mật độ 11,34 người/km².